# Điriva
Điriva (mađ. Gyűrűfű) je selo u južnoj Mađarskoj.

## Zemljopisni položaj
Nalazi se na 46° 9' sjeverne zemljopisne širine i 17° 55' istočne zemljopisne dužine.

## Upravna organizacija
Upravno pripada selu Ibabi u Sigetskoj mikroregiji u Baranjskoj županiji. Poštanski broj je 7683 (za razliku od Ibabe, kojoj je broj 7935).

## Povijest
1974. mu je upravno pripojeno selu Ibabi.

## Stanovništvo
Điriva danas ima 26 stanovnika.

## Vanjske poveznice
- (mađ.) O Ibabi na vendegvaro.hu  Arhivirana inačica izvorne stranice od 11. ožujka 2007. (Wayback Machine)
- Ibaba na fallingrain.com